# Olga Jurjewna Bogoslowskaja
Olga Jurjewna Bogoslowskaja (russisch Ольга Юрьевна Богословская, wiss. Transliteration Ol'ga Jur'evna Bogoslovskaja; * 20. Mai 1964) ist eine ehemalige russische Sprinterin.
Sie startete bei den Olympischen Spielen 1992 in Barcelona für das vereinte Team. In der 4-mal-100-Meter-Staffel gewann sie gemeinsam mit Galina Maltschugina, Marina Trandenkowa und Irina Priwalowa die Silbermedaille hinter der US-amerikanischen Mannschaft. Im 100-Meter-Lauf erreichte Bogoslowskaja das Halbfinale.
Bei den Weltmeisterschaften 1993 in Stuttgart holte sie in der Staffel zusammen mit Galina Maltschugina, Natalja Pomoschtschnikowa-Woronowa und Irina Priwalowa den Titel vor den Mannschaften der Vereinigten Staaten und Jamaikas. Über 100 Meter schied Bogoslowskaja in Stuttgart in der Viertelfinalrunde aus.
Olga Bogoslowskaja ist 1,66 m groß und hatte ein Wettkampfgewicht von 54 kg.

## Bestleistungen
- 100 m: 11,28 s, 4. Juni 1994, Hengelo
- 200 m: 23,35 s, 2. Juli 1993, Villeneuve-d’Ascq
- 60 m (Halle): 7,06 s, 26. Februar 1994, Lipezk